# World-Inline-Cup 2010
Der World-Inline-Cup 2010 wurde für Frauen und Männer an 13 Stationen ausgetragen. Der Auftakt fand am 11. April 2010 in Rennes und das Finale am 2. Oktober 2010 in Buenos Aires statt.

## Frauen
| WIC                         | Ort             | Sieg                                  | Platz 2                               | Platz 3                                   |
| --------------------------- | --------------- | ------------------------------------- | ------------------------------------- | ----------------------------------------- |
| Class 1 11. April           | Rennes          | Cecilia Baena Powerslide Matter World | Giovanna Turchiarelli Alessi World    | Nathalie Barbotin Powerslide Matter World |
| Class 1 Track 17./18. April | Geisingen       | Nicole Begg X-Tech MPC                | Mareike Thum Powerslide Matter World  | Katharina Rumpus Powerslide Phuzion       |
| Class 1 1./2. Mai           | Ferrara         | Rennabbruch wegen Regens              |                                       |                                           |
| Top Class 23. Mai           | Incheon         | Cecilia Baena Powerslide Matter World | Seul Li -                             | Nicole Begg X-Tech MPC                    |
| Class 1 30. Mai             | Ostrava         | Cecilia Baena Powerslide Matter World | Nicole Begg X-Tech MPC                | Nathalie Barbotin Powerslide Matter World |
| Class 1 5. Juni             | Pamplona        | Elizabeth Arnedo -                    | Kelly Martinez -                      | Alexandra Vivas -                         |
| Class 1 13. Juni            | Dijon           | Cecilia Baena Powerslide Matter World | Nicole Begg X-Tech MPC                | Giovanna Turchiarelli Alessi World        |
| Top-Class 20. Juni          | Biel            | Sabine Berg Powerslide Matter World   | Giovanna Turchiarelli Alessi World    | Nicole Begg X-Tech MPC                    |
| Top-Class 8. August         | Bern            | Cecilia Baena Powerslide Matter World | Giovanna Turchiarelli Alessi World    | Tina Strüver Inlinecenter Bont            |
| Class 1 28. August          | Gdańsk          | Sabine Berg Powerslide Matter World   | Giovanna Turchiarelli Alessi World    | Marina Taruscia Alessi World              |
| Top-Class 5. September      | Chuncheon       | Nicole Begg X-Tech MPC                | Giovanna Turchiarelli Alessi World    | Nathalie Barbotin Powerslide Matter World |
| Top-Class 25. September     | Berlin-Marathon | Giovanna Turchiarelli Alessi World    | Cecilia Baena Powerslide Matter World | Katharina Rumpus Powerslide Matter World  |
| Top-Class 2. Oktober        | Buenos Aires    | Giovanna Turchiarelli Alessi World    | Cecilia Baena Powerslide Matter World | Melissa Bonnet -                          |

| Rang | Name                  | Team                    |
| ---- | --------------------- | ----------------------- |
| 1    | Giovanna Turchiarelli | Alessi World            |
| 2    | Cecilia Baena         | Powerslide Matter World |
| 3    | Nathalie Barbotin     | Powerslide Matter World |

| Rang | Team                    |
| ---- | ----------------------- |
| 1    | Alessi World            |
| 2    | Powerslide Matter World |
| 3    | IDEEprint X-Tech        |

## Männer
| WIC                     | Ort             | Sieg                                  | Platz 2                                       | Platz 3                                  |
| ----------------------- | --------------- | ------------------------------------- | --------------------------------------------- | ---------------------------------------- |
| Class 1 21. April       | Rennes          | Scott Arlidge Powerslide Matter World | Ewen Fernandez Powerslide Ligne Droite Roller | Severin Widmer Luigino Rollerblade World |
| Class 1 Track 24. Mai   | Geisingen       | Bart Swings CadoMotus World           | Andres Muñoz Powerslide Matter World          | Diego Rosero Bont Arena Geisingen        |
| Class 1 1./2. Mai       | Ferrara         | Rennabbruch wegen Regens              |                                               |                                          |
| Top Class 23. Mai       | Incheon         | Joey Mantia Simmons Schankel          | Yann Guyader Powerslide Matter World          | Scott Arlidge Powerslide Matter World    |
| Class 1 30. Mai         | Ostrava         | Yann Guyader Powerslide Matter World  | Severin Widmer Luigino Rollerblade            | Thomas Boucher Powerslide Speedodrom     |
| Class 1 5. Juni         | Pamplona        | Oscar Cobo -                          | Yann Guyader Powerslide Matter World          | Fabio Francolini Powerslide Matter World |
| Class 1 13. Juni        | Dijon           | Scott Arlidge Powerslide Matter World | Ferre Spruyt CadoMotus World                  | DJ Nation Bont Arena Geisingen           |
| Top-Class 20. Juni      | Biel            | Juan Nayib Tobon Bont Arena Geisingen | Yann Guyader Powerslide Matter World          | Fabio Francolini Powerslide Matter World |
| Top-Class 8. August     | Bern            | Yann Guyader Powerslide Matter World  | Rayon Kay Bont Arena Geisingen                | Severin Widmer Luigino Rollerblade       |
| Top-Class 28. August    | Gdańsk          | Severin Widmer Luigino Rollerblade    | Nicolas Iten Luigino Rollerblade              | Felix Rijhnen Powerslide Phuzion         |
| Top-Class 5. September  | Chuncheon       | Joey Mantia Simmons Schankel          | Yann Guyader Powerslide Matter World          | Kalon Dobbin Powerslide Matter World     |
| Top-Class 25. September | Berlin-Marathon | Severin Widmer Luigino Rollerblade    | Gary Hekman -                                 | Thomas Boucher Rollerblade Speedodrom    |
| Top-Class 2. Oktober    | Buenos Aires    | Juan Cruz Araldi -                    | Inigo Vidondo -                               | Garikoitz Lerga -                        |

| Rang | Name          | Team                                  |
| ---- | ------------- | ------------------------------------- |
| 1    | Yann Guyader  | Powerslide Matter World               |
| 2    | Kalon Dobbin  | Powerslide Matter World               |
| 3    | Inigo Vidondo | Marianistas Rollerblade Alava Euskadi |

| Rang | Team                                  |
| ---- | ------------------------------------- |
| 1    | Powerslide Matter World               |
| 2    | Marianistas Rollerblade Alava Euskadi |
| 3    | Roller Lagos dos Descobrimentos       |